# 森小太郎
森 小太郎（もり こたろう、1979年（昭和54年）7月30日 - ）は、日本の漫画家、イラストレーター。かつては那飛鳥秀之というペンネームを用いていた。

## 作品リスト

### 漫画
- 真・無責任艦長タイラー外伝 LOVE&WAR（原作：吉岡平）
- ストレイ リトル デビル
- 天元突破グレンラガン（原作：ガイナックス、全10巻）
- プラマイごはん（原作：とい天津）
- 未確認系クリプトハート
- BONサイ☆らいど
- デスデウス ヒーロー・オブ・ザ・デッド（企画・原案：ホビージャパン×SANKYO）

### 挿絵
- 真・無責任艦長タイラー外伝 ラヴ アンド ウォー（吉岡平）